# Маццарелли, Джузеппе
Джузеппе Маццарелли (итал. Giuseppe Mazzarelli, родился 14 августа 1972 года в Устере) — швейцарский футболист, выступавший на позиции защитника.

## Карьера
Воспитанник школы «Цюриха», где играл с 11 лет. Начинал свою карьеру в «Цюрихе», провёл два матча за «Манчестер Сити» в сезоне 1995/1996 АПЛ. Позже выступал за клубы «Грассхоппер», с которым выиграл чемпионат страны, и «Санкт-Галлен» (чемпион сезона 1999/2000). В сезоне 2000/2001 выступал за команду «Бари» из итальянской Серии А, приняв участие в первом розыгрыше «скудетто» в XXI веке. В 61 матче Серии А отметился 4 голами, в том числе голом со штрафного 14 января 2001 года в игре против «Ромы» (ничья 1:1). После вылета команды в сезоне 2001/2002 в Серию Б не покинул клуб и продолжил играть в составе «Бари», выходя на чаще на замену. Клуб отказался продавать игрока другим итальянским командам, поскольку выставлял непомерную цену за него.
В марте 2003 года в ходе игры против «Самдории» Маццарелли стало плохо, когда его пытался выпустить на поле Марко Тарделли. По словам самого игрока, он почувствовал, что ему сдавило горло, а пришёл он в себя через 10 минут после приступа — на 79-й минуте. Врач выписал ему антидепрессанты, но игрок их не принимал. После разговора с Тарделли он уехал в Тичино, где остался с семьёй — он испытывал серьёзные боли и даже не мог выгулять собаку, возвращаясь домой через 10 минут. Он перепробовал ряд способов поправить здоровье (в том числе с помощью акупунктуры), отклоняя предложения клубов. В начале 2005 года он подписал контракт с «Баденом» из Челлендж-лиги, летом того же года завершил карьеру.
За сборную Швейцарии Маццарелли сыграл всего 13 матчей и отметился 1 голом. Участник отбора на чемпионат мира 2002 года. После карьеры игрока стал скаутом клуба «Цюрих», однако продержался недолго на этом посту.

## Стиль игры
Маццарелли был физически мощным защитником, бескомпромиссным, динамическим и непредсказуемым игроком. Вследствие своего взрывного характера он был головной болью для тренеров, поскольку не отличался дисциплиной и часто спорил. Тренер «Санкт-Галлена» Марсель Коллер говорил, что мог стерпеть одного Маццарелли в команде, но не десять таких игроков, как он.

## Личная жизнь
Сын итальянских эмигрантов, вырос в Дюбендорфе. Из-за серьёзных проблем некоторое время лечился у психиатра и принимал лекарства, однако позже пришёл в себя. В настоящее время женат, воспитывает двоих детей и руководит компанией по услугам автопарковки и перевозок в аэропортах Цюриха и Женевы вместе с бывшим коллегой по сборной Франческо Ди Йорио.